# Aaagh! It's the Mr. Hell Show
Aaagh! It's the Mr. Hell Show (o simplemente Mr. Hell Show) es un show cómico animado para adultos cuya primera temporada conformada por trece episodios fue emitida en 2000/2001, producida por una colaboración británico-canadiense. El formato básico del programa consta de una serie de sketches unidos por el epónimo Mr. Hell, un anfitrión con apariencia diabólica, en la voz del ya desaparecido comediante Bob Monkhouse.
MTV Norte comenzó a emitirla todos los domingos a las 9:00 p. m. a partir del 20 de julio de 2008, en MTV Centro los domingos a las 10:00 p. m. y en MTV Sur se estrenó el sábado 19 de julio de 2008 a las 1:00 p. m.
Los personajes más notables del programa incluyen a Josh, un personaje deseoso de hablar sobre la reencarnación, Serge, una foca asesina que le cobra venganza al mundo de la moda por la muerte de sus padres. Mr. Hell también tiene sus propios sketches, algunos con la participación de su hijo ilegítimo, Damien, hijo de Mr. Hell y de Angela, un ángel.

## Premios
- 2001 Ganador del Gemini Award
- 2001 Leo Award - Ganador por Mejor Programa de Animación o Serie[2]
- 2001 Houston World Festival Ganador del Platinum Remi Award[3]

## Reparto
| Actor                                                                                                | Rol                          |
| --- | ---------------------------- |
| Bob Monkhouse                                                                                        | Mr. Hell                     |
| Jeff "Swampy" Marsh                                                                                  | Josh, el de la reencarnación |
| Scott McNeil Michael Dobson Paul Dobson Phil Hayes Nicole Oliver Gerard Plunkett Tabitha St. Germain | Voces adicionales            |

### Doblaje
A pesar de contar con anuncios subtitulados al español para su publicidad, la serie cuenta con doblaje hispanoamericano.
| Doblaje de Aaagh! It's the Mr. Hell Show | Doblaje de Aaagh! It's the Mr. Hell Show | Doblaje de Aaagh! It's the Mr. Hell Show |
| Créditos técnicos:                       | Créditos técnicos:                       | Créditos técnicos:                       |
| ---------------------------------------- | ---------------------------------------- | ---------------------------------------- |
| Crédito/Región                           | Doblaje de España                        | Doblaje de Hispanoamérica                |
| Director de Doblaje:                     |                                          |                                          |
| Director de Diálogo:                     |                                          |                                          |
| Estudio de Doblaje:                      |                                          |                                          |
| Reparto                                  |                                          |                                          |
| Papel                                    | Actor de doblaje de España               | Actor de doblaje de Hispanoamérica       |
| Mr. Hell                                 |                                          | René Sagastume                           |
| Josh, El de la reencarnación             |                                          | Diego Brizzi                             |
| Serge, La foca vengadora                 |                                          | Pablo Gandolfo                           |

## DVD
El DVD de la Serie Completa con todos los 13 episodios y extras fue estrenado el 2 de abril de 2007 distribuido en el Reino Unido por MVM Films. Habrá un estreno en formatos PAL y NTSC.

### Episodios
Los episodios del DVD están en un orden diferente al cual se transmitieron por la BBC y se enlistan a continuación:
1. Run Like Hell
2. From Here to Paternity
3. Big Buzznizz
4. Mr Hell Moves In
5. The Animation Special
6. Prince Not-So-Charming
7. Edukashun
8. Right Royal Rain Rin Re Rass
9. Hellathon
10. Triple Indemnity Squared
11. Blinded By Science And Rosy Palmer
12. Deep Thought Or Shallow Hell
13. The Seven Ages... Of Parties

### Extras
- Póster exclusivo y folleto
- Comentarios de los directores (Run Like Hell)
- Escenas suprimidas
- Arte conceptual
- Tráileres de BBC
- Cortes de audio de Bob Monkhouse